# Teorema de Braikenridge-Maclaurin

Cas el·líptic del Teorema de Braikenridge-Maclaurin

Cas hiperbòlic del Teorema de Braikenridge-Maclaurin

En geometria, el teorema de Braikenridge–Maclaurin, anomenat així pels matemàtics escocesos del segle xviii William Braikenridge i Colin Maclaurin, és l'invers del teorema de Pascal.
Diu que si els tres punts d'intersecció dels tres parells de rectes prolongació dels costats oposats d'un hexàgon estan en una mateixa recta {\displaystyle L}, aleshores els sis vèrtexs de l'hexàgon estan en un cònica {\displaystyle C}.
El teorema es pot aplicar a la construcció de Braikenridge-Maclaurin que és una construcció sintètica d'una cònica definida per cinc punts, variant el sisè punt. El teorema de Pascal afirma que, donats sis punts d'una cònica (els vèrtex d'un hexàgon), les tres línies definides per les seves cares oposades s'intersecaran en tres punts colineals.